# Bejeweled
Bejeweled (também conhecido como Bejeweled Deluxe) é um jogo de quebra-cabeça criado pela PopCap sobre combinar três ou mais gemas para destrui-las. Bejeweled foi lançado inicialmente para navegadores em 2001
O jogo vendeu mais de 50 milhões de unidades, sendo seguido por cinco sequências.

## Jogabilidade
O objetivo do jogo envolve trocar a posição de duas gemas adjacentes da mesma cor para criar uma linha ou fileira de três ou mais gemas que desaparecem quando alinhadas. O jogo tem dois modos: Normal e Timetrial.

### Normal
No modo normal, não há um cronômetro e o jogo acaba quando não há mais movimentos disponíveis. Para passar para o próximo nível, é necessário aumentar a barra de bônus até o fim. Cada conjunto ou cascata que o jogador criar fará com que a barra de bônus na parte inferior da tela aumente.

### Timetrial
O modo timetrial é dedicado para jogadores mais experientes. a barra de bônus continuamente vai contar até zero. Quando a barra atingir zero, o jogador perde. Para reabastecer a barra de bônus, é preciso criar conjuntos e combos. Quanto maior a cascata ou combo, maior a regeneração da barra de bônus. Encher a barra de bônus vai levar o jogador para a próxima fase.

## História

Uma versão antiga de Bejeweled, quando ainda era chamada Diamond Mine.

O jogo foi originalmente chamado de "Diamond Mine". O jogo envolvia "minerar" gemas substituindo-as para fazer linhas de três gemas ou mais. Bejeweled foi baseado em um jogo chamado Colors Game, que tinha a mesma funcionalidade do tipo de jogo de combinar itens. Este jogo não possuía sons, animações e tinha uma baixa qualidade de gráficos. A PopCap achou a mecânica interessante, então decidiu criar um jogo melhorado baseado nesta ideia. Ao testar Bejeweled, eles haviam um modo cronometrado (Timetrial) e outro não cronometrado (Normal). Eles acreditaram que o modo cronometrado seria o padrão. No modo não cronometrado, como diz Jason Kapalka, fundador da PopCap Games, "Não havia muito o que fazer. Você jogava até que a sorte do sorteio fizesse com que não houvesse mais partidas". Apesar disso, eles perceberam que essa era a versão que a maioria das pessoas queriam jogar.
A PopCap Games (Sexy Action Cool na época) tentou vender Bejeweled para portais de jogos administrados pela Microsoft e Pogo, por 50.000 dólares. No entanto, os dois recusaram, em vez disso oferecendo alugar os jogos por 1.500 dólares por mês, uma decisão que significava que a PopCap ainda era a proprietária do jogo e iria eventualmente ganhar muito dinheiro apenas desse título.